# Paul Wallace (Schauspieler)
Paul Wallace (* 26. Mai 1938 in Los Angeles, Kalifornien als Paul Norton Willens; † 30. November 2001 in Cathedral City, Kalifornien) war ein US-amerikanischer Filmschauspieler.

## Leben
Paul Wallace wurde 1938 in Los Angeles, im US-Bundesstaat Kalifornien geboren.
1956 hatte Wallace in dem Film Entfesselte Jugend seinen ersten Auftritt. 1956 bis 1959 hatte er seine erste wiederkehrende Rolle in der Fernsehserie Vater ist der Beste. Im Film Gypsy – Königin der Nacht (1962) sang er auch mehrere Lieder ein. Für den gleichen Film wurde er 1963 für einen Golden Globe nominiert. Zuletzt trat er 1982 schauspielerisch in Erscheinung.

## Filmografie
- 1956: Entfesselte Jugend (Crime in the Streets)
- 1956–1959: Vater ist der Beste (Father Knows Best, Fernsehserie, 21 Folgen)
- 1957: Das nackte Gesicht (The Young Stranger)
- 1957: Navy Log (Fernsehserie, Folge 2x25)
- 1957: Johnny Trouble
- 1962: Gypsy – Königin der Nacht (Gypsy)
- 1966: Verrückter wilder Westen (The Wild Wild West, Fernsehserie, Folge 2x01)
- 1967: A Bell for Adano (Fernsehfilm)
- 1980: Das Guyana-Massaker (Guyana Tragedy: The Story of Jim Jones, Fernsehfilm)
- 1982: Carry Me Back